# Ugoda austriacko-polska
Ugoda austriacko-polska – ugoda wynegocjowana pomiędzy polską szlachtą Galicji a rządem austriackim (głównie rządem Belcrediego i Taafego) w latach 1866-1869.
Zawarta w 1867 r. ugoda austriacko-węgierska przekazała władzę w Zalitawii – Węgrom, a w Przedlitawii – Austriakom. Jednak oba narody stanowiły mniejszość w swoich krajach. Dlatego też  Austriacy do utrzymania rządów parlamentarnych potrzebowali dodatkowego sojusznika. Oparciem parlamentarnym dla nich stali się Polacy. W latach 1866–1869 doszło do ugody między szlacheckimi politykami galicyjskimi a Austriakami. 
Spodziewano się wtedy wybuchu wojny Austrii w przymierzu z Francją przeciw Prusom i Rosji, co by od razu odnowiło sprawę polską. Politycy galicyjscy widzieli więc przyszłość Polski w związku z Austrią, i to ich skłoniło do ustępstw na rzecz rządu centralnego. Dlatego też głosowali za konstytucją grudniową, chociaż pragnęli, podobnie jak Czesi, wyodrębnienia Galicji w osobną jednostkę państwową na wzór Węgier. 
Z drugiej strony rząd centralny korzystał z tego, że w Galicji trwał spór między wsią a dworem o serwituty, oraz spór z Ukraińcami, których rząd mógł zawsze użyć politycznie przeciw polskim politykom szlacheckim, ponieważ, jako naród wtedy nieomal chłopski, widzieli w Polakach wrogów nie tylko ze względów narodowościowych, ale przede wszystkim społecznych. 
To właśnie dodatkowo skłoniło polityków polskich do ugody, której pozostali wierni aż do końca życia Franciszka Józefa I. W zamian za to oddano im administrację kraju, a namiestnikiem z reguły zostawał zawsze Polak. Skutkiem tego była polonizacja administracji, szkolnictwa i sądownictwa. Również politycy polscy z Galicji często zasiadali w rządach austriackich.

## Literatura
- H. Wereszycki - Historia Austrii, Wrocław 1986